# Nelson Tethers: Puzzle Agent
Nelson Tethers: Puzzle Agent es un videojuego de aventura/puzle desarrollado por Telltale Games en colaboración con Graham Annable. Es el primer juego de un proyecto piloto y que fue lanzado el 30 de junio de 2010. El juego tiene notables influencias de los trabajos de David Lynch, Stanley Kubrick y Los Hermanos Coen (especialmente Fargo).
Se pleaneo una salida para WiiWare pero luego fue cancelada.

## El juego
La estructura del juego es el de una aventura lineal con puzzles, donde el jugador no tiene un inventario, pero usa un árbol de diálogos con otros personajes. Algunos ítems o opciones de diálogos resultan ser puzles a resolver, aunque a veces el puzle no tenga consecuencias en el progreso del juego. Los tipos de puzles varían desde rompecabezas, puzles matemáticos o de lógica. Cada uno de ellos tiene una descripción básica del objetivo del puzle y a veces incluyen un conjunto de reglas que el jugador debe seguir para lograr su solución. El jugador además tiene un grupo de hints o pequeñas ayudas para cada puzle, y cada uso de estas ayudas le cuesta un chicle o goma de mascar que va encontrando en el camino. El puzle no se aprueba o pasa de inmediato, sino que Nelson envía a su empresa de investigación para ser evaluada y de acuerdo si usó muchas gomas de mascar, o si falló, se le puntúa en un rango de 1 a 10 y te asigna un costo taxpayer cost que es el costo por haber enviado una respuesta del puzle. Si es aprobada la solución del puzle, puede ver un pequeño resumen de como se resolvió.

## Argumento
El juego comienza cuando el agente Nelson Tethers, miembro de la Puzzle Research Division del FBI, es asignado a su primera misión. La fábrica que produce Gomas de Borrars de una empresa llamada White House paró su producción; lo que hace que Nelson vaya a la fábrica a investigar, encontrándose con que cerró luego de un extraño accidente y que al capataz de fábrica, Isaac Davidson, no ha sido visto desde entonces. Investigando el paradero del capataz, Nelson ve una pequeñas criaturas rojas como gnomos pero que desaparecen al instante, luego averigua que ciertas personas las ven y algunas las protegen como una secta llamada Brothers of Scoggins. Más tarde encuentra que las criaturas escogieron a Isaac como un «eleguido». Finalmente logra entrar a la fábrica, intenta rescatar a Isaac, pero un grupo de enanos se lo llevan secuestrado al bosque.
La fábrica se abre luego de ese incidente y de vuelta en Washington, Nelson es felicitado por su trabajo y al hablar de la desaparición, su jefe le dice que «es asunto de la policía local».